# Ejército medieval búlgaro
El ejército medieval búlgaro (en búlgaro: българска армия) fue el principal cuerpo militar del Primer y Segundo Imperio búlgaro. Durante las primeras décadas tras la fundación del país, el ejército se componía de una caballería búlgara e infantería eslava. El núcleo del ejército era la caballería pesada, cuyo número consistía de doce y treinta mil jinetes fuertemente armados. En su época de apogeo en los siglos IX y X, fue una de las fuerzas militares más formidables de Europa y era temida por sus enemigos. Existen varios casos documentados de comandantes bizantinos que abandonaron una invasión a causa de la renuencia de enfrentar al ejército búlgaro en su propio territorio.
El ejército estaba intrínsecamente vinculado a la existencia misma del estado. Su éxito bajo el zar Simeón I marcó la creación de un imperio de gran extensión, y su derrota en una guerra prolongada de desgaste a principios del siglo xi que significó el fin de la independencia de Bulgaria. Cuando el estado fue restablecido en 1185, una serie de emperadores capaces lograron importantes victorias sobre los bizantinos y los cruzados, pero como el estado y su ejército quedaron fragmentados en los siglos xiii y xiv, se mostró incapaz de detener el avance otomano, que resultó con la conquista de todo el país en 1396. No sería hasta 1878, con la creación del Principado autónomo de Bulgaria, que el ejército se restablecería.

## Historia

### SiglosVIIyVIII
Los primeros búlgaros eran un pueblo en el que la guerra era parte de su vida cotidiana, con todos los adultos obligados a luchar. Los primeros búlgaros eran exclusivamente jinetes: en su cultura, el caballo era considerado un animal sagrado y recibía un cuidado especial.
En 680, los bizantinos bajo Constantino IV fueron derrotados en la batalla de Ongala y se vieron obligados a concluir con un tratado de paz humillante que reconocería el derecho de formar un estado búlgaro en su antiguo territorio. En 718, una intervención búlgara fue crucial en repeler el asedio árabe de Constantinopla. De acuerdo con los contemporáneos, los árabes temían al ejército búlgaro y construyeron trincheras para protegerse de una carga de su caballería. En la decisiva batalla en el verano de ese año los búlgaros inmolaron entre 20 000 y 32 000 árabes. Además de participar en batallas en el sur, los búlgaros debían luchar contra los ávaros al noroeste y los jázaros al noreste. Después de sangrientos combates entre los ríos Dniéster y Dniéper, la amenaza de los jázaros fue eliminada, pero el fundador del estado, el kan Asparuh, pereció en una de esas batallas en el año 700.
El comandante supremo era el kan, que reunía el ejército con la ayuda de la aristocracia. Los grados militares de menor a mayor eran bagain, bagatur, boil, tarjan. El ejército permanente estaba compuesto por la guardia de guerreros seleccionados del kan, mientras que el ejército en campaña consistía prácticamente de toda la nación, reunido en clanes. En el siglo vii y viii, el ejército búlgaro se dividía en los flancos derecho e izquierdo.

Cuando hacen que sus enemigos salgan en fuga, (...) no se contentan, como los persas, los romanos (bizantinos) y otros pueblos, con perseguirlos a una distancia razonable y saquear sus bienes, sino que ellos no dejan nada hasta haber logrado la completa destrucción de sus enemigos.
 Strategikon de Mauricio, cap. 13, 2. Tácticas empleadas por los búlgaros.

Los búlgaros estaban bien versados en el uso de estratagemas. A menudo mantenían una fuerte unidad de caballería en reserva, que atacaba al enemigo en un momento oportuno. A veces también concentraban a sus caballos libres detrás de su formación de batalla para evitar ataques por sorpresa desde la retaguardia. Como todos los pueblos esteparios, hacían uso de las emboscadas y retiradas fingidas, durante el cual montaban de espaldas al caballo, disparando nubes de flechas contra el enemigo. Si el enemigo los perseguía desorganizadamente, se daban la vuelta y atacaban ferozmente. Según los historiadores contemporáneos, los búlgaros «podían ver en la oscuridad como los murciélagos», ya que a menudo luchaban por la noche.
El ejército búlgaro estaba bien armado, siguiendo el modelo del ejército ávaro: los soldados tenían un sable o una espada, una larga lanza y un arco con un carcaj de flechas en la espalda. En la silla colgaban un escudo redondo, una maza y un lazo, que los búlgaros llamaban arkani. En sus cinturones decorados los soldados llevaban los objetos más necesarios, como piedras y acero, un cuchillo, una copa y una caja de agujas. La caballería pesada se equipaba con una armadura de metal y cascos. Los caballos estaban también armados. La armadura era de dos tipos, cota de malla o armadura de escamas. Los comandantes tenían cinturones con hebillas de oro o plata que correspondían a su rango y título.
El ejército tenía una disciplina de hierro, con oficiales que comprobaban enérgicamente si todo estaba listo antes de una batalla. Por un caballo que estuviera desnutrido o mal atendido el castigo era la muerte. Los soldados estaban bajo la amenaza de pena de muerte por tener la cuerda de un arco flojo o tener una espada sin mantenimiento, o si montaban un caballo de guerra en tiempos de paz.
La infantería del recién creado estado se componía principalmente de eslavos, que eran generalmente soldados con armas ligeras, aunque sus jefes solían tener pequeñas comitivas de caballería. Los soldados eslavos estaban equipados con espadas, lanzas, arcos y escudos de madera o de cuero. Sin embargo, eran menos disciplinados y menos eficaces que la caballería búlgara.

### Dinastía Krum
En torno al siglo ix, el Imperio búlgaro fue en aumento. Tras la victoria sobre los bizantinos en Marcelae en el año 792, el país superó una crisis de cincuenta años y entró en el nuevo siglo más fuerte y consolidado. Durante los primeros años de su reinado, el kan Krum destruyó el jaganato ávaro y duplicó el territorio búlgaro, tomando el control de la fértil llanura de Panonia, y la sal y el oro de las minas de Transilvania. Krum logró importantes victorias sobre el Imperio bizantino, aniquilando a sus ejércitos en las batallas de Pliska (811) y Versinikia (813), también capturó la importante ciudad de Sofía, en 809.

Simeón llegó, conduciendo un gran ejército, que estaba dividido en muchos escuadrones, algunos de ellos armados con escudos de oro y lanzas de oro, otros con escudos de plata y lanzas plata, y otros con armas de todos los colores y todos ellos vestidos en hierro.
 Teófanes

El historiador bizantino Pseudo-Simeón declaró que Krum envió una poderosa fuerza de caballería de treinta mil, «un conjunto armado con hierro», que devastó Tracia. De acuerdo a las inscripciones encontradas en la región de Pliska, Preslav, Madara y Shabla en el noreste de Bulgaria, fueron halladas armas disponibles para 1713 jinetes pesados. Suponiendo que las inscripciones que sobreviven son alrededor del uno al diez del total entonces habría armamento para 17 130 solamente en la llamada «región interna» de Bulgaria. Después de comparar con los datos de Pseudo-Simeón, se puede suponer que el componente de la caballería pesada del ejército rondaba los diecisiete, veinte o treinta mil hombres, según el nivel de movilización. Durante el final del ix y el comienzo del siglo x, se dice que el zar Simeón el Grande fue capaz de movilizar en batalla a más de sesenta mil soldados.

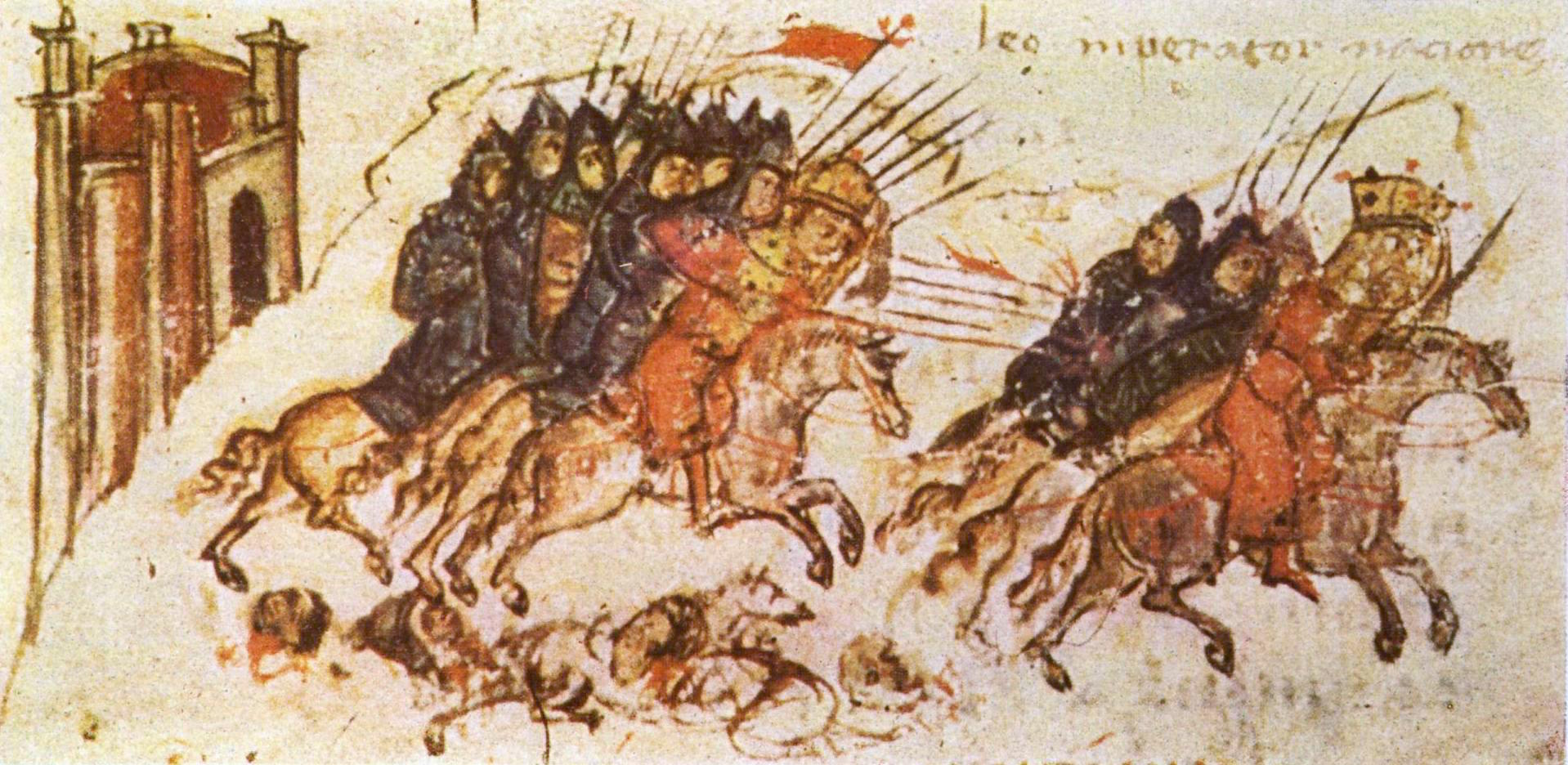
Los búlgaros derrotan al ejército bizantino en la Batalla de Versinikia.

Durante la dinastía Krum, el comandante en jefe del ejército era el kan. El segundo en la cadena de mando era el kavján quien dirigía el ejército durante la ausencia del emperador. El tercer título más importante en la jerarquía era el ichirgu-boil, quien comandaba la guarnición de la capital. En el campo de batalla, el ejército se dividía en tres partes: centro, flanco derecho y flanco izquierdo. El centro estaba comandado por el kan, el flanco izquierdo por el kavján y el flanco derecho por el ichirgu-boil. Otros rangos militares importantes eran el tarjan, que era igual al strategos bizantino según Steven Runciman, y otro tipo de oficial, era llamado bagain. Todos los militares de alto rango formaban parte de la nobleza búlgara llamados bolyardos o boils.

### Decadencia bajo Pedro I

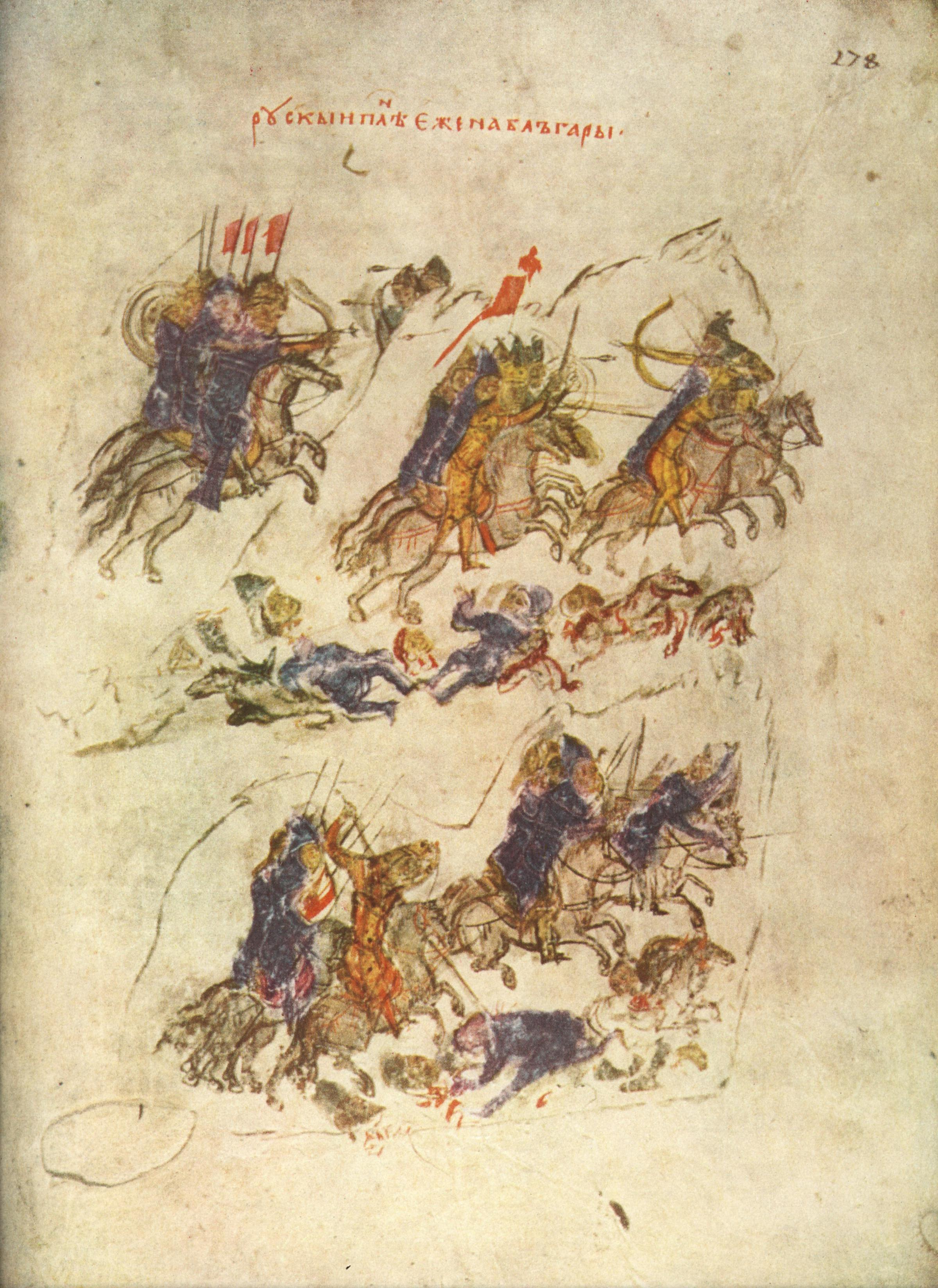
La invasión de la Rus a Bulgaria.

Tras los largos años de guerra bajo el zar Simeón, el país estaba exhausto. Las constantes guerras impopulares fueron suficientes para que veinte mil habitantes búlgaros buscaran refugio en Bizancio a causa de las «intenciones belicosas e implacables» de Simeón. Su sucesor, Pedro I, firmó un tratado de paz, favorable a los bizantinos, pero la situación dentro de Bulgaria no veía ninguna mejora. Hay muchas razones para la decadencia, algunos historiadores califican a Pedro como un gobernante débil, incapaz de manejar su propia familia (dos de sus hermanos se sublevaron contra él). Además, a mediados del siglo x la nueva herejía de los bogomilos se extendió ampliamente por el país. Los bogomilos predicaban que los hombres no debían seguir a las autoridades seculares, pagar impuestos o inscribirse en el ejército. Como resultado los búlgaros fueron incapaces de detener a los magiares, que saqueaban y robaban los campos, contribuyendo, todavía más, a la trágica situación del estado. Cuando los bizantinos pagaron al kniaz Sviatoslav I de la Rus de Kiev para invadir Bulgaria en 968, Pedro solo pudo enviar a treinta mil hombres contra los sesenta mil de la poderosa fuerza invasora. Durante la invasión de la Rus de Kiev entre 968 y 971 los búlgaros perdieron de facto el control de las partes del noreste de su país, incluida la capital del país, Preslav, y en 970 Sviatoslav masacró a 300 nobles búlgaros, la élite de la nación y del ejército búlgaro, en Silistra.

### Dinastía Cometopulo
A pesar de las dificultades, el zar Samuel resistió al ejército bizantino, el cual alcanzó su cenit bajo el emperador Basilio II, durante casi medio siglo. En 976 los búlgaros dirigidos por los hermanos Cometopulo reconquistaron las partes del noroeste del reino. Los primeros intentos bizantinos de contraataque fueron rechazados después de la aniquilación de una fuerza griega de sesenta mil hombres en la batalla de las Puertas Trajanas en 986 en el que Basilio apenas pudo escapar. En la década siguiente los búlgaros tomaron Tesalia, destruyeron el Principado de Duklja, avanzaron hacia el sur hasta llegar a Corinto en la península del Peloponeso e hicieron incursiones en Dalmacia y Bosnia.
Sin embargo, una gran derrota en la batalla del Esperqueo en 996 señaló que el curso de la guerra había empezado a cambiar en favor de los bizantinos. Desde el 1001 en adelante, Basilio puso en marcha campañas anuales en territorio búlgaro y metódicamente tomó ciudades importantes como Preslav, Pliska y Vidin, y causó varias derrotas a las fuerzas búlgaras. Además, en 1003 Samuel estuvo involucrado en una guerra con el Reino de Hungría. Tras años de campaña, en 1014, en la decisiva batalla de Clidio el ejército búlgaro fue derrotado y catorce mil prisioneros fueron cegados y enviados al zar Samuel, quien murió tras ver los restos de su ejército el 6 de octubre.

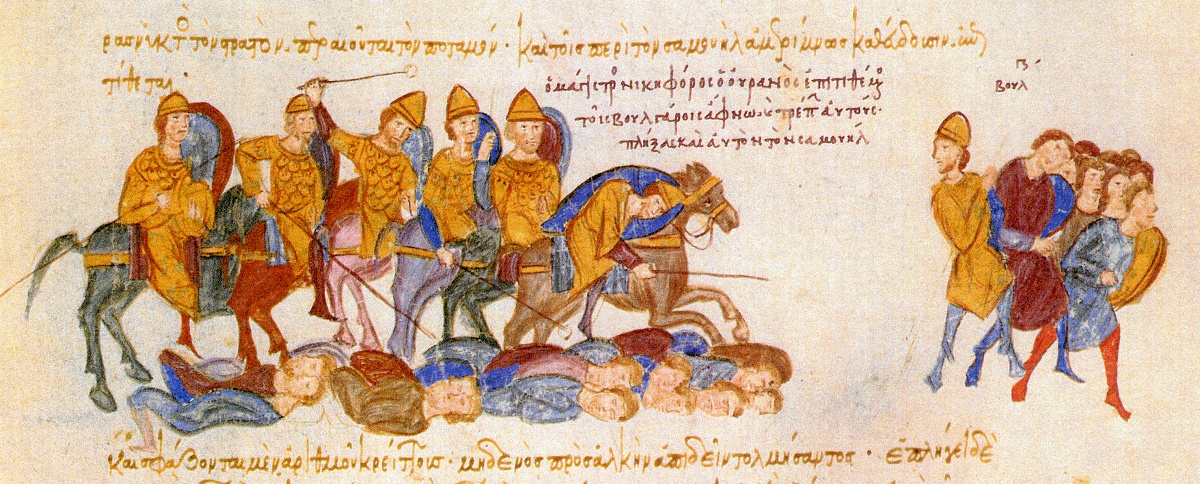
La batalla del Esperqueo.

En la batalla de Clidio el ejército búlgaro era alrededor de veinte mil soldados. Según algunas estimaciones, el número total del ejército, con los escuadrones de la milicia local incluidos, alcanzó un máximo de cuarenta y cinco mil hombres. El historiador bizantino Jorge el Monje escribió que el ejército búlgaro era de trescientos sesenta mil hombres, una cifra muy exagerada, lo real es que fuera diez veces menor.
La caída de las partes nororientales del Imperio búlgaro bajo el gobierno bizantino y la destrucción de su élite militar tuvieron un severo impacto sobre el ejército, especialmente porque la mayoría de la caballería pesada, que fue clave en los éxitos anteriores sobre los bizantinos, era reclutada exactamente de esa región. Las fuentes contemporáneas siguen mencionando la existencia de una caballería en Bulgaria, pero era mucho menor en tamaño y sobre todo era caballería ligera.

Incluso si el sol hubiera bajado, yo nunca habría pensado que las flechas de [Mesia] fueran más fuertes que las lanzas de Avzonia [romano, bizantino]...
 Escritor bizantino Juan Geómetra sobre la batalla de las Puertas Trajanas.

En consecuencia, la importancia de la infantería creció y las tácticas cambiaron para reflejar las nuevas condiciones: la emboscada, aunque empleada en el pasado, ahora se convertiría en la piedra angular de las tácticas búlgaras, la mayoría de victorias búlgaras en este período fueron debidas a emboscadas y a un cuidadoso aprovechamiento del terreno. Durante este período, los búlgaros adquirieron una reputación por sus diestros arqueros.

### Dinastía Asen

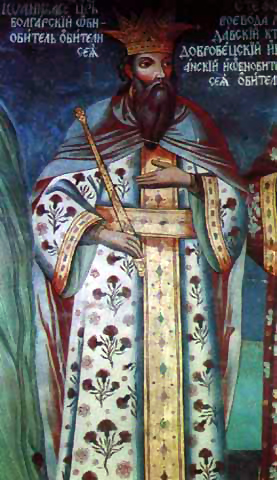
El zar Iván Asen II llevó al Segundo Imperio búlgaro a su mayor expansión.

En 1185 el Imperio búlgaro fue restablecido como consecuencia de la rebelión exitosa de Pedro y Asen, que fundaron la nueva dinastía Asen.
En los primeros cincuenta años después del restablecimiento del imperio, los búlgaros, dirigidos por comandantes hábiles como Pedro II, Iván Asen I, Kaloján e Iván Asen II, alcanzaron un gran éxito militar. Después de una serie de batallas exitosas entre 1185 y 1204, el Imperio bizantino fue expulsado de hecho de las tierras que poseía en el norte de los Balcanes, perdiendo a manos de los búlgaros la corona y la cruz imperial.
El ejército de los cruzados que conquistó Constantinopla, y estableció el nuevo Imperio latino, a su vez fue aniquilado por el ejército búlgaro en la batalla de Adrianópolis (1205), cuando su emperador fue capturado, y de nuevo en Rusion en 1206. Los húngaros fueron derrotados después de varias batallas a lo largo del valle del río Morava en 1202. Después de varios reveses bajo el reinado de Boril I (entre 1207 y 1218), Iván Asen II derrotó decisivamente al Despotado de Epiro en la batalla de Klokotnitsa, en la que el ejército búlgaro, mucho más pequeño, superó a su enemigo. En 1241, el zar derrotó a un ejército mongol, liderados por Batú Kan y Subotai.
El largo periodo de dominio bizantino había dejado su marca en el ejército búlgaro, los títulos durante el Segundo Imperio fueron tomados en su mayoría de Bizancio. En ausencia del zar el comandante en jefe se llamaba velik vaivoda; el comandante de los escuadrones más pequeños era el vaivoda, y el estrator era la persona responsable de la defensa de determinadas regiones y del reclutamiento de soldados.

Este combate duró mucho tiempo... En el campo seguían estando el emperador Balduino I, que nunca quiso huir, y el conde Luis de Blois. El emperador Balduino fue capturado con vida y Luis Conde fue asesinado. ¡Oh! ¡Qué horrible fue nuestra pérdida!
 Cronista cruzado Godofredo de Villehardouin sobre la batalla de Adrianópolis.

A finales del siglo XII el ejército búlgaro contaba con cuarenta mil hombres en armas. El país fue capaz de movilizar en torno a cien mil hombres en la primera década del siglo XIII (Kaloján habría ofrecido al jefe de la cuarta cruzada, Balduino I, esta cifra de soldados para ayudarle a tomar Constantinopla).
En ese período, el ejército búlgaro usaba una gran cantidad de caballería cumana, que contaba entre diez a treinta mil jinetes, dependiendo de la campaña. Estos soldados fueron reclutados de entre los cumanos que habitaban en Valaquia y Moldavia, zonas que por lo menos se encontraban nominalmente bajo la soberanía de los zares búlgaros. Durante la dinastía Asen, el ejército estaba bien provisto de equipo de asedio, como arietes, catapultas y torres de asedio.

### Dinastías Terter y Shishman
El país y el ejército se redujeron después de la muerte Iván Asen II. Sus sucesores no podían hacer frente a los problemas externos ni internos. Invasiones de mongoles, bizantinos y húngaros se fueron combinando con el separatismo entre la nobleza y varias guerras civiles. En 1277, un porquero llamado Ivailo se rebeló contra el zar Constantino Tij. En la batalla que siguió, el emperador fue derrotado y muerto, e Ivailo se proclamó zar de Bulgaria en Tarnovo. Aunque se las arregló para derrotar a los mongoles y los bizantinos, un complot entre la nobleza le obligó a buscar refugio entre los mongoles de la Horda de Oro, donde fue asesinado en 1280. El ejército ahora sumaba menos de diez mil hombres, se registra que Ivailo derrotó a dos ejércitos bizantinos de cinco y diez mil hombres, y que sus tropas fueron superadas en número en ambos casos.
Después del fin de la rebelión de Ivailo, los búlgaros no fueron rivales para los mongoles que saquearon el país inalteradamente durante veinte años. Con el reinado de Teodoro Svetoslav la situación del ejército mejoró, ya que derrotaron a los bizantinos en la batalla de Skafida en 1304. Bajo su sucesor, la guarnición de Plovdiv contaba con unos dos mil hombres, fuertemente armados, y mil caballeros. En 1330 Miguel Shishman reclutó un ejército de quince mil efectivos para hacer frente a los serbios, pero fue derrotado en la batalla de Velbazhd. Dos años más tarde, el ejército contaba con casi once mil hombres.

En el país el pueblo no tenía kniaz, ni comandante, ni salvador, ni redentor. Todos desaparecieron bajo el temor de los turcos. Incluso los corazones valientes de los campeones se habían convertido en débiles corazones femeninos. Los que todavía seguían con vida envidiaban bastante la suerte de los muertos.
 El monje Isay, un testigo de la invasión otomana.

Cuando los turcos otomanos invadieron Bulgaria y los Balcanes a mediados del siglo xiv, el una vez glorioso ejército búlgaro era solamente una sombra de lo que fue. La desunión feudal y los movimientos heréticos generalizados como los bogomilos, los adamitas o varlaamitas no permitieron al país mantener una fuerza significativa. Los búlgaros confiaron en sus ciudades y castillos fortificados para la defensa, pero debido a la carencia de un líder común, la coordinación entre ellos fue débil, por lo que fueron derrotados y ocupados en parte.

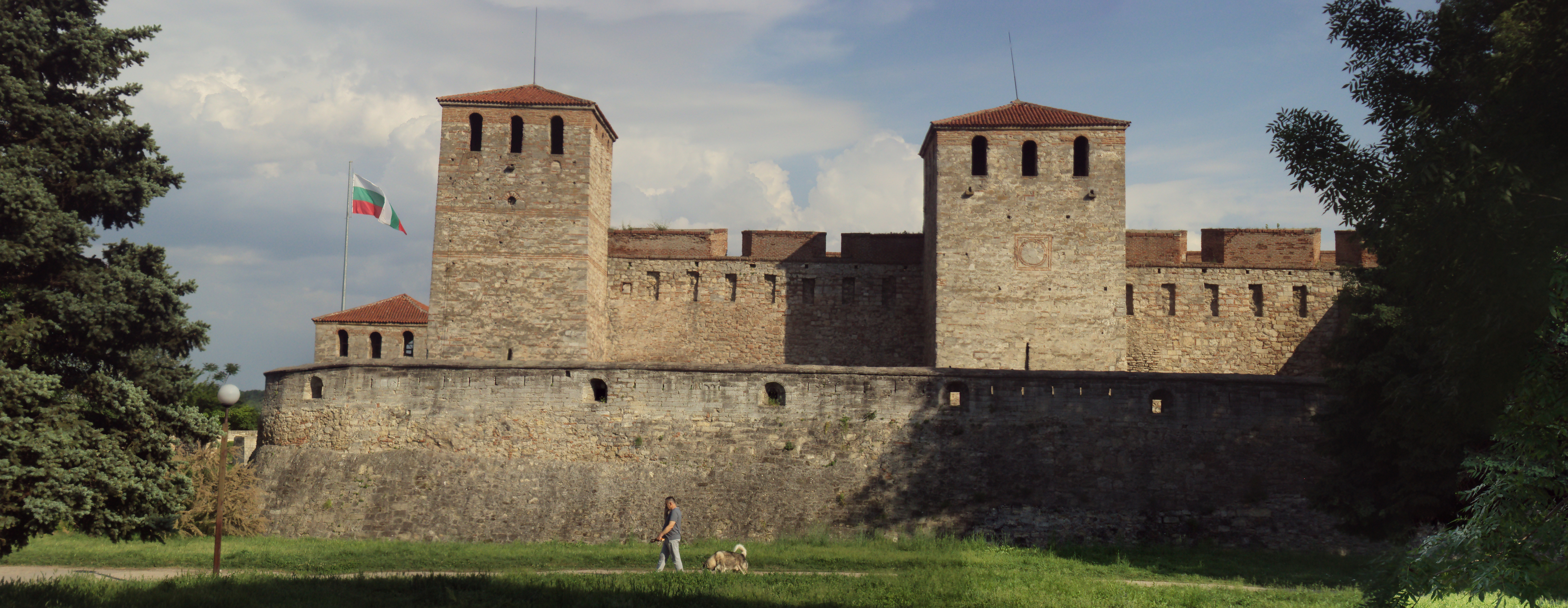
La fortaleza de Baba Vida en Vidin fue utilizada como una importante fortaleza búlgara. Fue la última gran fortaleza búlgara que cayó ante los otomanos.

Inicialmente, la invasión otomana no fue considerada como una amenaza importante tanto para los búlgaros como los bizantinos. Pero solo una década entre 1354 y 1364 los otomanos conquistaron prácticamente la totalidad de Tracia aprovechando las grandes ciudades como Plovdiv, Boruy, Dianopolis (Yambol) y Adrianópolis y derrotando a las pequeñas fuerzas búlgaras. Pero los siglos de desconfianza entre búlgaros y bizantinos echaron a perder las negociaciones entre los dos imperios de una alianza e incluso los llevó a una última guerra en 1365. En 1371 un gran ejército búlgaro y serbio bajo el mando de Vukašin Mrnjavčević y Uglješa Mrnjavčević, dos señores feudales de Macedonia, fueron aniquilados por los otomanos de Lala Shahin Bajá en Chernomen, y poco después el zar búlgaro tuvo que admitir la derrota y convertirse en vasallo de los invasores. Numerosas fortalezas búlgara en las montañas Ródope, el valle de Sofía y el este de Bulgaria fueron capturadas, una por una cayeron en los siguientes veinte años. En 1393 la capital búlgara de Tarnovo fue sitiada y capturada por los otomanos y tres años más tarde cayó Vidin, la última gran ciudad búlgara. La resistencia a los invasores continuó hasta 1422 cuando el país fue conquistado por completo. La invasión otomana fue un desastre para el ejército búlgaro. La nobleza y los líderes de la nación fueron asesinados o emigraron y a la gente común no se les permitió tener armas hasta el siglo xix.

## Estructura

### Infantería
La infantería búlgara llevaba armadura de cota de malla, que llegaba normalmente hasta la cintura y era de manga corta (la más común) o manga larga. La infantería más pesada llevaba una fuerte armadura de cuero y escamas o armadura laminar, además de la cota de malla. Brazaletes y coderas proporcionaban protección adicional.
Los cascos eran una variedad de los cascos cónicos tradicionales, modificada por los bacinetes europeos y los cascos de estilo bizantino, el primero de los cuales era el más común. Algunos soldados podrían haber llevado cascos de cota de malla. Los cascos cónicos búlgaros carecían de protector para la nariz y tenían un almófar. El casco se decoraba a veces con una pluma. El escudo más popular era la rodela, pero en el siglo xiii los búlgaros habían adoptado también escudos en forma de cometa que preferían más que los en forma de triángulo de los bizantinos.
Las armas de elección eran por lo general las espadas, pero también incluían hachas y mazas. Los soldados de infantería también llevaban un puñal en la batalla. Un hecho interesante es que en la batalla de Adrianópolis en 1205 los búlgaros utilizaron ganchos para derribar a los caballeros cruzados que iban protegidos por pesadas armaduras. Un soldado de infantería búlgaro típico, con armadura pesada, llevaba asimismo una lanza, un escudo, espada/maza/mangual/hacha y un puñal.

### Caballería
La caballería pesada solía llevar una cota de malla, bien con manga corta o larga, cubierta de armadura laminar o de placas. Otra opción era un peto de cuero endurecido y con placas de acero o de hierro. A comienzos del siglo xiii, es posible que la armadura de la caballería búlgara incluyera coderas y rodilleras de hierro, bronce o acero. Los cascos fueron normalmente del tipo tradicional cónico búlgaro con un almófar. Aunque no tan comunes, también había cascos parecidos a una celada (parecido al casco de los bomberos), así como máscaras de cota de malla.
El escudo era sobre todo la rodela grande. Los escudos búlgaros se hacían de hierro o acero, con cuero duro debajo. A veces tenían un extremo puntiagudo en el escudo, lo que les permitía ser utilizado como un arma. Los caballos tenían una placa decorativa para proteger su cabeza, y su cuello estaba protegido por un «cinturón» de cuero duro o de cota de malla. A veces, la zona alrededor de la silla estaba protegida por una cota de malla o cuero. Sin embargo, la protección de los caballos generalmente se limitaba a la cabeza y el cuello. Las armas de la caballería pesada incluían una espada, el arco compuesto (con un carcaj de flechas) y una larga lanza. La bandera tradicional en la lanza, fue sustituida casi por completo por las banderas cristianas. Otra arma tradicional, el sable, aunque no era raro, fue sustituido en gran parte por la espada. Las lanzas y las flechas tenían distintos tipos de punta.
La caballería ligera era muy similar a la pesada en la apariencia general. La armadura de los jinetes era más ligera, esta estaba compuesta por escamas o de cota de malla que llegaba hasta la cintura y de un casco. Los soldados de la caballería ligera llevaban una larga lanza de madera, la espada o sable y un arco. Los caballos carecían de protección.

## Tácticas

Las campañas del ejército búlgaro a principios del.

El ejército búlgaro empleaba diferentes tácticas militares, puesto que se basaba, tanto en la experiencia de los soldados, como en las peculiaridades del terreno. Las montañas de los Balcanes desempeñaron un papel importante en la historia militar de Bulgaria, facilitando la defensa del país contra el poderoso ejército bizantino, que era el heredero del arte militar romano en la Edad Media. La mayoría de las nueve campañas del ambicioso emperador Constantino V para eliminar el joven estado búlgaro, que sufría una crisis política, fracaso en los pasos de montaña de los Balcanes. En 811 todo el ejército bizantino fue destruido en el paso Varbitsa y en los siglos xii y xiii muchas otras fuerzas bizantinas compartieron su mismo destino. Los búlgaros mantenían muchos puestos avanzados y castillos desde donde defendían los pasos y que eran capaces de localizar a una fuerza invasora y rápidamente informar al alto mando sobre cualquier movimiento enemigo.

Dentro de la fortaleza [Sofía] había un gran ejército de élite, sus soldados eran corpulentos, con bigotes y una mirada endurecida por la guerra, pero consumían mucho vino y rakia, en una palabra eran alegres compañeros.
Comentario del comandante otomano Lala Shahin sobre la guarnición de Sofía.

Otra táctica ampliamente utilizada era realizar falsas retiradas, rompiendo así las líneas enemigas cuando los perseguían, para justo después atacarles. Este truco obtuvo muchas victorias, sobre todo en la batalla de Andrinópolis en 1205 contra los cruzados. A veces, los búlgaros dejaban una poderosa fuerza de caballería en reserva que atacaba en el momento oportuno e inclinaba la balanza en su favor, como, por ejemplo, en la batalla de Aqueloo en 917. La emboscada fue otra estrategia ampliamente utilizada de forma exitosa, especialmente durante la dinastía de los Cometopulos.
Los búlgaros por lo general evitaban un asalto frontal y esperaban a que el enemigo atacara primero. Después de que el oponente, inevitablemente, rompiera su formación de batalla, los búlgaros contraatacaban con su caballería pesada. En varias batallas las tropas búlgaras esperaban a los bizantinos durante días hasta que atacaran, como en Marcelae (792) o Versinikia (813), consiguiendo así victorias decisivas. En las raras ocasiones en las que el ejército búlgaro realizaba un ataque frontal contra su enemigo, el resultado era una derrota de los búlgaros a pesar de las grandes bajas que el enemigo sufría, como en la batalla de Anquialo (763). Después de una vencer en la batalla los búlgaros perseguían al enemigo para eliminar tantos soldados como fuera posible y así no permitir que reorganizaran sus fuerzas con rapidez y eficacia. Por ejemplo, tras la victoria en la batalla de Ongala en el año 680, los bizantinos huyeron a una distancia de 150 a 200 km. Tras el éxito en Aqueloo en 917 los bizantinos no tuvieron tiempo para preparar adecuadamente su resistencia y el resultado fue la aniquilación de sus fuerzas poco después en la batalla de Katasyrtai.
Durante la guerra, los búlgaros usualmente enviaban caballería ligera para que devastaran las tierras enemigas, saqueando pueblos y ciudades pequeñas, quemando las cosechas y llevándose a prisioneros y ha ganado. Durante el Segundo Imperio por lo general esta tarea era asignada a los cumanos. El ejército búlgaro era muy móvil, por ejemplo antes de la batalla de Klokotnitsa, durante cuatro días los jinetes búlgaros cubrieron una distancia tres veces mayor que la que recorrió su enemigo, el ejército epirota, en una semana; en 1332 cubrieron 230 kilómetros en cinco días.

## Equipo de asedio

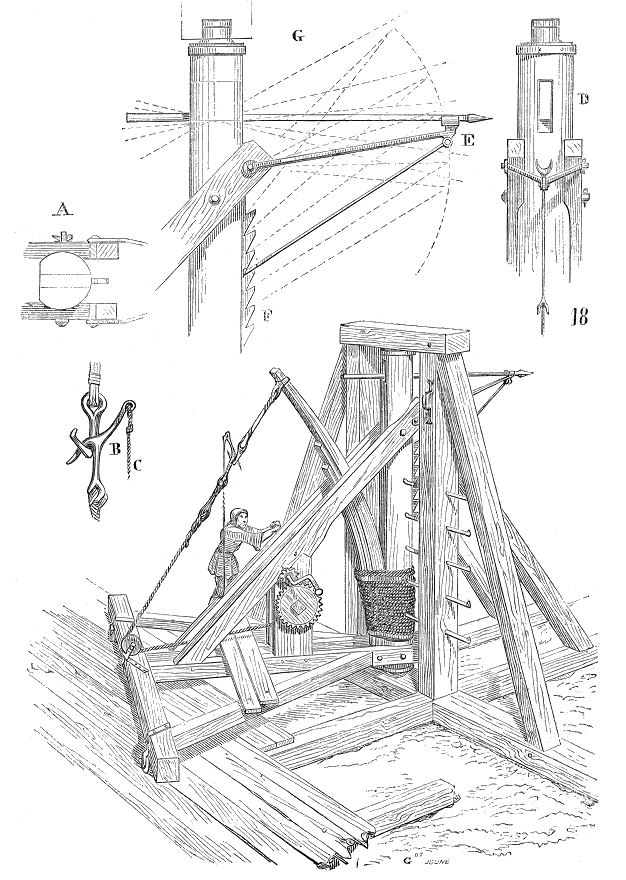
Dibujo de una catapulta.

El ejército búlgaro en un principio no poseía el equipo de sitio adecuado, los búlgaros que constituían el grueso del ejército eran gentes de las estepas que no necesitaban tomar grandes ciudades. Los búlgaros utilizaron máquinas de asedio a gran escala por primera vez durante el reinado del kan Krum, cuando se emplearon renegados árabes para ganar experiencia en el arte del asedio. En 814 poseían un gran número de enormes máquinas de asedio, arietes, balistas, catapultas, mangoneles, torres de asedio, equipos contra almenas. Estas eran transportadas por cinco mil carros cubiertos de hierro, tirados por diez mil bueyes. Además, tras el asedio de Mesembria, los búlgaros capturaron 36 sifones de cobre que los bizantinos utilizaban para lanzar el famoso fuego griego.
Una amplia gama de equipo de asedio se utilizó también durante el Segundo Imperio. Durante el sitio de Adrianópolis en 1207, el zar Kaloján tenía 33 catapultas y un cuerpo de ingenieros que se encargaban de destruir las murallas. A principios del siglo xiii, durante el asedio de Varna, los búlgaros construyeron una torre de asedio enorme, que era más larga que el foso de la fortaleza.

## Soldados extranjeros y mercenarios
Después de que los búlgaros conquistaran el jaganato ávaro entre 804 y 805, los soldados ávaros, que para entonces eran súbditos de la corona búlgara, fueron reclutados en el ejército, especialmente durante la campaña contra Nicéforo I en 811, cuando los bizantinos quemaron la capital, Pliska. En los siglos ix y x los búlgaros a menudo recurrían a los servicios de los pechenegos, que probablemente eran federados búlgaros. Cuando los bizantinos agitaron al Rus de Kiev contra el Imperio, la diplomacia búlgara, utilizó a su vez a los pechenegos contra el Rus.
Durante el Segundo Imperio, los soldados extranjeros y mercenarios se convirtieron en una parte importante del ejército búlgaro y sus tácticas. Desde el comienzo de la rebelión de Asen y Pedro, la ligereza y movilidad de la caballería cumana se utilizó eficazmente contra los bizantinos y después contra los cruzados del Imperio latino. Por ejemplo, catorce mil de ellos fueron utilizados por Kaloján en la batalla de Adrianópolis. Los líderes cumanos entraron a las filas de la nobleza búlgara, y algunos de ellos recibieron los puestos militares o administrativos más altos del estado. Durante el siglo xiv, el ejército búlgaro dependía cada vez más de mercenarios extranjeros, que incluía caballeros occidentales, mongoles, osetios o provenientes de los vasallos de Valaquia. Tanto Miguel Shishman como Iván Alejandro tenían un destacamento de caballería mongola de tres mil hombres en sus ejércitos. Incluso en 1350, Iván Alejandro llegó a contratar a fuerzas otomanas, al igual que el emperador bizantino.

## Conflictos

### Guerras búlgaro-bizantinas
| Batalla                         | Fecha                  | Comandante búlgaro | Comandante bizantino | Resultado          |
| ------------------------------- | ---------------------- | ------------------ | -------------------- | ------------------ |
| Batalla de Ongal                | 680                    | Asparukh           | Constantino IV       | Victoria búlgara   |
| Batalla de Anquialo             | 708                    | Tervel             | Justiniano II        | Victoria búlgara   |
| Batalla de Marcela              | 756                    | Vinekh             | Constantino V        | Victoria bizantina |
| Batalla del paso de Rishki      | 759                    | Vinekh             | Constantino V        | Victoria búlgara   |
| Batalla of Anquialo             | 30 de junio de 763     | Telets             | Constantino V        | Victoria bizantina |
| Batalla de Berzitia             | octubre de 774         | Desconocido        | Desconocido          | Victoria bizantina |
| Batalla de Marcela              | 792                    | Kardam             | Constantino V        | Victoria búlgara   |
| Asedio de Serdica               | 809                    | Krum               | Desconocido          | Victoria búlgara   |
| Batalla de Pliska               | 26 de julio de 811     | Krum               | Nicéforo I           | Victoria búlgara   |
| Batalla de Versinikia           | 22 de junio de 813     | Krum               | Miguel I Rangabe     | Victoria búlgara   |
| Sitio de Constantinopla         | 17 de julio de 813     | Krum               | León V               | Victoria bizantina |
| Batalla de Bulgarófigo          | verano de 896          | Simeón I           | Desconocido          | Victoria búlgara   |
| Batalla de Aqueloo              | 20 de agosto de 917    | Simeón I           | León Focas           | Victoria búlgara   |
| Batalla de Katasyrtai           | agosto de 917          | Simeón I           | León Focas           | Victoria búlgara   |
| Batalla de Pegai                | marzo de 922           | Teodoro Sigritsa   | Potos Argiro         | Victoria búlgara   |
| Batalla de las Puertas Trajanas | 16 de julio de 986     | Samuel             | Basilio II           | Victoria búlgara   |
| Batalla de Tesalónica           | verano de 996          | Samuel             | Gregorio Taronita    | Victoria búlgara   |
| Batalla del Esperqueo           | 16 de julio de 996     | Samuel             | Nicéforo Urano       | Victoria bizantina |
| Batalla de Skopie               | 1004                   | Samuel             | Basilio II           | Victoria bizantina |
| Batalla de Kreta                | 1009                   | Samuel             | Basilio II           | Victoria bizantina |
| Batalla de Tesalónica           | julio de 1014          | Nestoritsa         | Botaniates           | Victoria bizantina |
| Batalla de Clidio               | 29 de julio de 1014    | Samuel             | Basilio II           | Victoria bizantina |
| Batalla de Strumitsa            | agosto de 1014         | Gabriel Radomir    | Botaniates           | Victoria búlgara   |
| Batalla de Bitola               | 1015                   | Ivats              | Jorge Gonitsiates    | Victoria búlgara   |
| Batalla de Setina               | 1017                   | Iván Vladislav     | Basilio II           | Victoria bizantina |
| Batalla de Tesalónica           | 1040                   | Pedro Deljan       | Miguel IV            | Victoria búlgara   |
| Batalla de Tesalónica           | 1040                   | Alusian            | Desconocido          | Victoria bizantina |
| Batalla de Ostrovo              | 1041                   | Pedro Deljan       | Miguel IV            | Victoria bizantina |
| Batalla de Tryavna              | 1190                   | Iván Asen I        | Isaac II Ángelo      | Victoria búlgara   |
| Batalla de Arcadiópolis         | 1194                   | Iván Asen I        | Basilio Vatatzés     | Victoria búlgara   |
| Batalla de Serres               | 1196                   | Iván Asen I        | Isaac Comneno        | Victoria búlgara   |
| Sitio de Varna                  | 21-24 de marzo de 1201 | Kaloján            | Desconocido          | Victoria búlgara   |
| Batalla de Klokotnitsa          | 9 de marzo de 1230     | Iván Asen II       | Teodoro Comneno      | Victoria búlgara   |
| Batalla de Adrianópolis         | 1254                   | Miguel Asen I      | Teodoro II Láscaris  | Victoria bizantina |
| Batalla de Devina               | 17 de julio de 1279    | Ivailo             | Murin                | Victoria búlgara   |
| Batalla de Skafida              | 1304                   | Teodoro Svetoslav  | Miguel IX            | Victoria búlgara   |
| Batalla de Rusokastro           | 18 de julio de 1332    | Iván Alejandro     | Andrónico III        | Victoria búlgara   |

### Guerras búlgaro-croatas
| Batalla                               | Fecha             | Comandante búlgaro | Comandante croata | Resultado       |
| ------------------------------------- | ----------------- | ------------------ | ----------------- | --------------- |
| Batalla de la Tierras Altas de Bosnia | 27 de mayo de 927 | Alogobotur         | Tomislav          | Victoria croata |

### Guerras búlgaro-húngaras
| Batalla                    | Fecha | Comandante búlgaro | Comandante húngaro | Resultado        |
| -------------------------- | ----- | ------------------ | ------------------ | ---------------- |
| Batalla del Buh meridional | 896   | Simeón I           | Desconocido        | Victoria búlgara |

### Invasión de la Rus de Kiev
| Batalla             | Fecha            | Comandante búlgaro | Comandante de la Rus | Resultado          |
| ------------------- | ---------------- | ------------------ | -------------------- | ------------------ |
| Batalla de Silistra | primavera de 968 | Desconocido        | Sviatoslav I         | Victoria de la Rus |

### Guerras búlgaro-latinas
| Batalla                 | Fecha                   | Comandante búlgaro | Comandante latino        | Resultado          |
| ----------------------- | ----------------------- | ------------------ | ------------------------ | ------------------ |
| Batalla de Adrianópolis | 14 de abril de 1205     | Kaloján            | Balduino I               | Victoria búlgara   |
| Batalla de Serres       | junio de 1205           | Kaloján            | Desconocido              | Victoria búlgara   |
| Batalla de Rusion       | 31 de enero de 1206     | Kaloján            | Teodorico de Termonde    | Victoria búlgara   |
| Batalla de Rodosto      | febrero de 1206         | Kaloján            | Desconocido              | Victoria búlgara   |
| Batalla de Mesinópolis  | 4 de septiembre de 1207 | Desconocido        | Bonifacio de Montferrato | Victoria búlgara   |
| Batalla de Boruy        | junio de 1208           | Boril              | Enrique I                | Victoria búlgara   |
| Batalla de Filipópolis  | 31 de junio de 1208     | Boril              | Enrique I                | Victoria latina    |
| Sitio de Constantinopla | 1235                    | Iván Asen II       | Juan de Brienne          | Dos años de tregua |

### Guerras búlgaro-otomanas
| Batalla            | Fecha               | Comandante búlgaro | Comandante otomano | Resultado        |
| ------------------ | ------------------- | ------------------ | ------------------ | ---------------- |
| Batalla de Ihtiman | 1355                | Miguel Asen IV     | Desconocido        | Victoria otomana |
| Sitio de Sofía     | 1382 o 1385         | Yanuka             | Lala Shahin Bajá   | Victoria otomana |
| Asedio de Tarnovo  | 17 de julio de 1393 | Eutimio de Tarnovo | Süleyman Çelebi    | Victoria otomana |

### Guerras búlgaro-serbias
| Batalla               | Fecha               | Comandante búlgaro | Comandante serbio | Resultado        |
| --------------------- | ------------------- | ------------------ | ----------------- | ---------------- |
| Guerra búlgaro-serbia | 839-842             | Presian            | Vlastimir         | Victoria serbia  |
| Guerra búlgaro-serbia | 853                 | Vladimir           | Mutimir           | Victoria serbia  |
| Guerra búlgaro-serbia | 917-924             | Simeón I           | Pedro Gojniković  | Victoria búlgara |
| Guerra búlgaro-doclea | 998                 | Samuel             | Jovan Vladimir    | Victoria búlgara |
| Batalla de Velbazhd   | 28 de julio de 1330 | Miguel Shishman    | Esteban Dečanski  | Victoria serbia  |